# Бойовий гопак
Бойовий гопак — це українське бойове мистецтво, розроблене на основі елементів традиційного козацького бою, що збереглися в народних танцях та власного досвіду дослідника бойових мистецтв львів'янина Володимира Пилата.

## Початок відродження Бойового Гопака
Перш ніж почати роботу з відродження бойового гопака, Володимир Пилат впродовж сімнадцяти років вивчав кіокушинкай карате, з них вісім років був сенсеєм. Паралельно з кіокушинкаєм вивчав годзю-рю, шотокан, кікбоксинг, джиу-джитсу та айкідо. З початку 80-х років почав досліджувати та систематизувати знання про бойову культуру українців. Узявшись за дослідження народних танців, Володимир Пилат звернув увагу на багатство і різноманітність їх рухів. Він виявив, що українські танці, особливо популярні серед козацтва Гопак та Метелиця, містять у собі дуже багато елементів, не поширених у інших народів і схожих на бойову техніку — удари ногами в стрибку, присядці чи ''павучку'', різноманітні кроки, відбивання, підсікання, "повзунці", "присядки", "тинки", "копняки" і т. п. Пізніше ці рухи, належним чином трансформовані до вимог сучасного бойового мистецтва, склали основу технічного арсеналу Бойового Гопака. Таку назву відтворене бойове мистецтво предків отримало через те, що значну частину техніки вдалося розшифрувати завдяки дослідженню народних танців, перш за все гопака.
Також певний вплив на формування техніки бойового гопака мали прийоми самозахисту селян Галичини. Майже в кожному галицькому селі були майстри, які навчали дітей боротися, захищати себе та своє село від нападників. За це односельчани давали їм харчі. Майстри не займалися городом, тваринництвом, а лише підготовкою молодих воїнів. Деякі елементи традиційного козацького бою показали Володимиру Пилату дід та батько.

## Історія розвитку

Бойовий гопак

Бойовий гопак

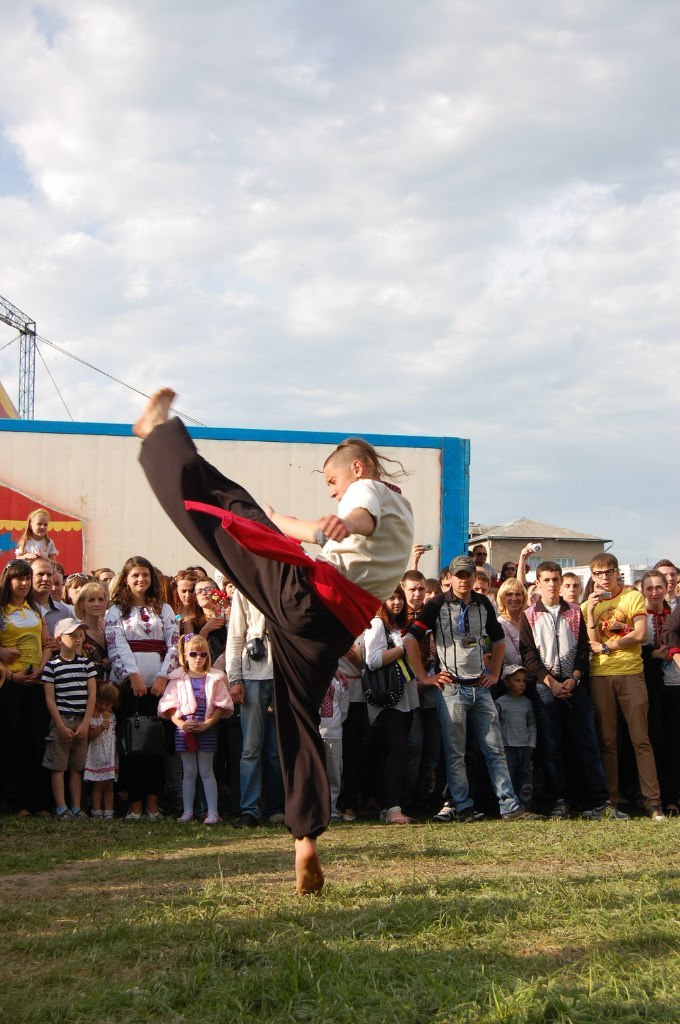
Бойовий гопак

У 1985 році було зібрано матеріал з дослідження лицарського мистецтва українців, і у Львові Володимир Пилат відкрив експериментальну школу з дослідження Гопака як бойового мистецтва. У 1987 році офіційно засновано «Школу Бойового Гопака».
Напрацьований матеріал було систематизовано та видано окремою книгою у 1991 році накладом у 20 тисяч. (Євген Приступа, Володимир Пилат. «Традиції Української Національної Фізичної Культури», Львів). 1994 року Володимиром Пилатом видано книгу ''Бойовий Гопак''.
У 1996 році 18-19 травня у Львові було проведено перші всеукраїнські змагання із бойового гопака, у яких взяло участь понад 150 учасників. 10-13 квітня 1997 року у Львові проведено другі всеукраїнські змагання (300 учасників із 8 областей України). У жовтні 1997 року бойовий гопак визнано національним видом спорту. У грудні 1997 року зареєстровано «Центральну школу бойового гопака», яка є громадською, позапартійною та позаконфесійною організацією.
Протягом 1998–2000 років Центральною школою бойового гопака проведено 7 чемпіонатів різних рівнів, 8 навчально-вишкільних семінарів, багато показових програм та фестивалів гопака в різних регіонах України.
У вищих навчальних закладах України ведеться підготовка фахівців із бойового гопака. У 2001 р. було створено і зареєстровано Міжнародну федерацію бойового гопака, яка займається поширенням бойового гопака за межами країни.
З 7 по 15 жовтня 2001 року. у місті Чхонджу в Південній Кореї відбувся четвертий всесвітній фестиваль бойових мистецтв, на якому збірна України з бойового гопака посіла третє місце, чим шокувала увесь світ бойових мистецтв. По завершенні фестивалю, учні школи бойового гопака подарували книгу Володимира Пилата "Бойовий Гопак'' до бібліотеки Шаоліню.
У 2002 році було відкрито експериментальну школу з українського жіночого бойового мистецтва ''Асгарда''. Це мистецтво базується на техніці бойового гопака, але в ньому враховуються анатомо-фізіологічні можливості жінки. Дівчата вивчають боротьбу, техніку і тактику ведення бою, володіння різними видами зброї і систему самозахисту.
Впродовж 2003–2004 років збірна України із Бойового гопака та Асгарди декілька разів демонструвала українські бойові мистецтва в Республіці Польща.
У Львові 18 грудня 2010 року відбувся чемпіонат України з бойового гопака (борня), у якому взяли участь понад 150 учасників.

### Молодіжний рух
Учні шкіл бойового гопака, окрім техніки двобою, вивчають українські національні традиції та обряди, опановують мистецтво співу і танцю, гри на музичних інструментах. Гопаківці виховуються на засадах державницького патріотизму та загальнолюдської моралі, поваги до старших та пошани до своєї історії. Бойовий Гопак пропагує серед підлітків та молоді відмову від куріння, алкоголю та наркотиків, відтягує їх від злочинного світу, сприяє швидшій та ефективній соціальній адаптації молодого покоління.

## Основні напрямки розвитку бойового мистецтва
- Оздоровчий
- Фольклорно-мистецький
- Спортивний
- Бойовий
- Духовний

## Різновиди змагань
- «Однотан»[2] — це соло-композиція в музичному супроводі з демонстрацією техніки бойового гопака. Вид змагань, коли людина використовуючи удари, відходи, сув'язі, уявляє, що б'ється з декількома супротивниками, і намагається здолати їх. У танцювальному варіанті однотану присутній музичний супровід і деякі елементи змінено заради більшої краси. «Однотан» оцінюється за майстерність у виконанні технічних елементів та різноспрямованість ударів. «Однотан» ефективно використовується у реальному бою.
- «Тан-двобій»[3] — попередньо вивчена показова програма з технічних елементів бойового гопака, яка виконується одночасно двома учасниками, що імітують двобій у музичному супроводі.
- «Забава»[4] — різновид двобою з обмеженим дотиком. Головним завданням «Забави» є засвоєння технічних елементів Бойового Гопака та вміння входити в бій і виходити із бойової дистанції.
- «Борня»[5] — різновид двобою з легким дотиком. В «Борні» дозволена серійна робота на середній та дальній дистанції.
- «Герць»[6] — різновид двобою із повноцінним дотиком. У «Герці» передбачено кільканадцять видів дотику, які регламентуються правилами змагань згідно з сучасними міжнародними аналогами бойових систем — міжстильового та універсального бою.

## Рівні майстерності
У бойовому гопаку відпрацьована навчально-виховна система, в якій є сім рівнів майстерності і три з них є напрямками розвитку. 
- "Жовтяк", "Сокіл" i "Яструб" — перші три учнівські рівні майстерності
- "Джура" — проміжний рівень
- "Козак", "Характерник" i "Волхв" — рівень майстра. Волхв є найвищим ступенем

## Техніка Бойового Гопака

### Техніка нападу
До техніки нападу у Гопаку відносять стійки та кроки у поєднанні із стусанами (удари руками), копняками (удари ногами), підсіканнями та захисними рухами.

#### Стусани
Стусани - удари руками
- Тузень - прямий стусан чикульником (кулаком). Застосовується для ураження голови та середньої частини тулуба.
- Джиган - стусан збоку чикульником (кулаком) або зап'ястком. Застосовується для ураження голови та середньої частини тулуба.
- Дуган - стусан збоку-згори-вниз. Удар в голову. Виконують через руку противника.
- Вохрик - стусан збоку-знизу-вгору. Виконують попід руку противника.
- Тичок - стусан збоку чикульником (кулаком) у середню частину тулуба.
- Сікан - сікучий стусан збоку ударною площиною гупан (нижнє ребро долоні із зігнутими пальцями) спрямований у тулуб противника.
- Духан - стусан чикульником у сонячне сплетіння.
- Стрімляк - стусан знизу-вгору  у підборіддя або щелепу противника.
- Гупан - стусан згори-вниз у голову або тулуб противника.

#### Копняки
Копняки - удари ногами. У Бойовому Гопаку здебільшого взяті із танців.
- Прямий штовхаючий
- Прямий зростаючий
- Прямий спадаючий
- Тинок зовнішній
- Тинок внутрішній
- Копняк задній "Лошак"
- Копняк задній "Вихор"